# Jacqueline Jones
Jacqueline Jones (Delaware, 17 juni 1948) is een Amerikaans sociaalhistoricus. Ze is emeritus-hoogleraar vrouwengeschiedenis aan de Universiteit van Texas in Austin.

## Biografie
Jacqueline Jones werd geboren in de staat Delaware. Haar moeder was docent aan het Delaware Technical Community College en haar vader Albert P. Jones werkte voor DuPont. Ze ging in 1966 geschiedenis studeren aan de University of Delaware waar ze haar bachelorsdiploma in 1970 behaalde. In 1976 verkreeg Jones haar PhD aan de University of Wisconsin-Madison. Tussen 1991 en 2008 was ze hoogleraar geschiedenis aan de Brandeis-universiteit en daarna bekleedde ze de Walter Prescott Webb leerstoel bij de Universiteit van Texas in Austin.
In 1986 verkreeg haar boek Labor of Love, Labor of Sorrow: Black Women, Work, and the Family from Slavery to the Present de Bancroftprijs en werd het genomineerd voor de Pulitzerprijs voor geschiedenis. Ook haar boek A Dreadful Deceit: The Myth of Race from the Colonial Era to Obama's America kreeg in 2013 een nominatie voor een Pulitzerprijs. Volgens de Pulitzerprijsjury is dit een boek met grondig onderzoek naar hoe ras als sociale uitvinding zijn kracht heeft 
behouden en daarmee de levens van Amerikanen kan organiseren, bepalen en schaden. In 1999 kreeg ze een MacArthur Fellowship.